# Champ-Dolent
Champ-Dolent település Franciaországban, Eure megyében. Lakosainak száma 63 fő (2022. január 1.). Champ-Dolent Gaudreville-la-Rivière, Glisolles és Le Val-Doré községekkel határos.

## Népesség
A település népességének változása:
| Lakosok száma | 40   | 45   | 45   | 48   | 68   | 71   | 66   | 63   | 63   | 63   |
|               | 1968 | 1982 | 1990 | 2006 | 2013 | 2015 | 2017 | 2019 | 2020 | 2022 |